# Италмасовское (сельское поселение)
Италмасовское — упразднённое муниципальное образование со статусом сельского поселения в составе Завьяловского района Удмуртии.
Административный центр — село Италмас.
Образовано в 2005 году в результате реформы местного самоуправления.
25 июня 2021 года упразднено в связи с преобразованием муниципального района в муниципальный округ.

## Географические данные
Находится на северо-востоке района, граничит:
- на юго-западе с Якшурским сельским поселением
- на северо-западе с Ягульским сельским поселением
- на севере, востоке и юге с Воткинским районом

По территории поселения протекают река Июль и её приток Пуксевайка. На реке Июль устроены 2 пруда.

## История
Италмасовский сельсовет был создан в 1987 году , вскоре после организации совхоза "Восточный" и посёлка при нём, получившего название Италмас. В сельский совет передаются деревни Банное, Новокварсинскиое и починок Успенский Июльского сельсовета Воткинского района.
В 1994 сельсовет преобразуется в Италмасовскую сельскую администрацию, а в 2005 в Муниципальное образование «Италмасовское» (сельское поселение).

## Населенные пункты
| Название        | Тип населённого пункта       | Население 2014 год | Почтовый индекс | ОКАТО          |
| --------------- | ---------------------------- | ------------------ | --------------- | -------------- |
| Италмас         | Село, административный центр | ↗2551              | 427023          | 94 216 817 001 |
| Банное          | Деревня                      | ↗303               | 427023          | 94 216 817 002 |
| Новокварсинское | Деревня                      | ↘185               | 427023          | 94 216 817 003 |
| Успенский       | Починок                      | ↘17                | 427023          | 94 216 817 004 |
| Вожойский       | Починок                      | →114               | ?               | 94 216 817 005 |

На территории сельского поселения находятся садоводческие некоммерческие товарищества Березка (Италмас), Черемушки и гаражно-строительный кооператив Лесной.

## Экономика
- Главным предприятием сельского поселения является ОАО «Восточный»[6], предприятие занимающееся производством свинины и колбасных изделий и поставляющее свою продукцию к в Удмуртскую республику, так и за её пределы. Благодаря трём свинокомплексам, предприятие обладает полным производственным циклом от разведения свиней до продажи готовой продукции.

## Объекты социальной сферы
- ГОШИ «Италмасовская школа-интернат с углубленным изучением отдельных предметов»
- Детский сад
- МУЧ «Культурный комплекс "Италмасовский"»
- 2 учреждения здравоохранения
- 2 фельдшерско-акушерских пункта
- Клуб